# Szczyt NATO w Bukareszcie 2008
Szczyt NATO w Bukareszcie w 2008 – 23. szczyt NATO, zorganizowany w Bukareszcie w Rumunii w dniach 2–4 kwietnia 2008.
Wśród wielu spraw omawianych na szczycie podjęto decyzję o zaproszeniu Chorwacji i Albanii do Sojuszu. Macedonia nie została natomiast zaproszona na skutek sprzeciwu Grecji z powodu sporu dwóch państw o nazwę Republiki Macedonii.
W czasie szczytu w Bukareszcie odbyło się także spotkanie Rady NATO-Rosja, Komisji NATO-Ukraina oraz posiedzenie Rady Partnerstwa Euroatlantyckiego (EAPC).

## Agenda

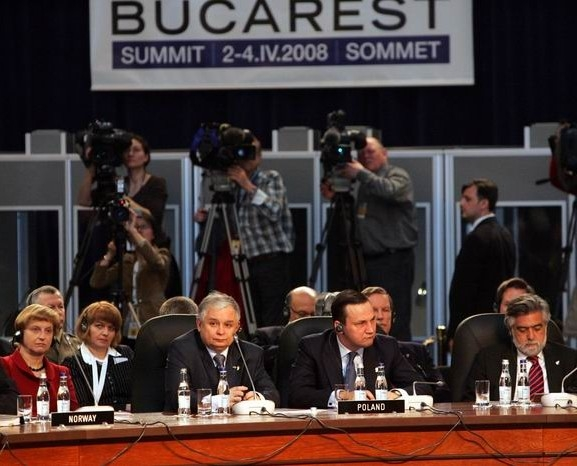
Polska delegacja na szczycie w Bukareszcie

Program i najważniejsze zadania omawianie podczas szczytu:
- zdolności i możliwości Sojuszu
- bezpieczeństwo energetyczne
- stosunki NATO–Rosja
- partnerstwo NATO–UE
- misje NATO w Afganistanie (ISAF), w Kosowie (KFOR) i w innych regionach świata
- stabilizacja Bałkanów Zachodnich
- rozszerzenie NATO (Albania, Chorwacja, Macedonia)
- kwestia Planu Działań na rzecz Członkostwa (MAP, Membership Action Plan) w odniesieniu do Gruzji i Ukrainy
- stosunki NATO z Mołdawią

## Rezultaty szczytu

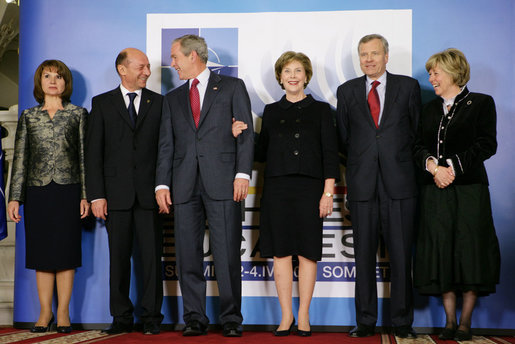
Prezydent George W. Bush z prezydentem Traianem Băsescu i sekretarzem generalnym NATO Jaapem de Hoop Schefferem

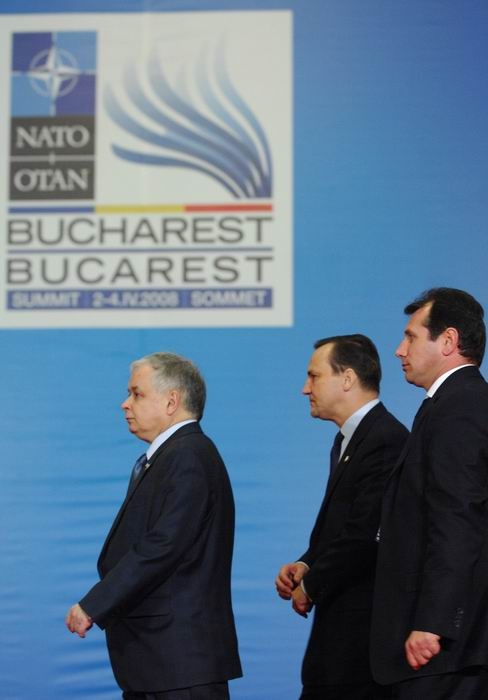
Prezydent Lech Kaczyński i minister Radosław Sikorski

Rada Północnoatlantycka (NAC) na swoim posiedzeniu 3 kwietnia 2008 przyjęła Deklarację Szczytu w Bukareszcie, która zawierała jego główne ustalenia.

### Rozszerzenie NATO i współpraca z państwami sąsiedzkimi
- zaproszenie do członkostwa w Sojuszu Albanii i Chorwacji, zapowiedź podpisania z tymi państwami Protokołów Akcesyjnych do końca lipca 2008.
- brak zaproszenia dla Macedonii na skutek sprzeciwu Grecji z powodu sporu grecko-macedońskiego o nazwę Republiki Macedonii. Szefowie państw NATO stwierdzili, że zaproszenie będzie złożone „tak szybko, jak tylko będzie to możliwe”, czyli po rozwiązaniu sporu pomiędzy tymi państwami.
- Sojusz nie zaoferował Planu Działań na rzecz Członkostwa (MAP, Memebership Action Plan) Gruzji i Ukrainie z powodu sprzeciwu Francji i Niemiec (mimo poparcia USA i Polski). Decyzję o tym odłożono do grudnia 2008, do czasu szczytu ministrów spraw zagranicznych NATO (ostatecznie i tam nie przyznano MAP). Państwa NATO zgodziły się jednak na przyszłe członkostwo Gruzji i Ukrainy w organizacji.
- zaproszenie Bośni i Hercegowiny oraz Czarnogóry do Zintensyfikowanego Dialogu w zakresie spraw politycznych, militarnych, finansowych i bezpieczeństwa
- wzmocnienie partnerstwa z Serbią, pogłębienie programu Partnerstwa dla Pokoju.
- wezwanie do dalszej współpracy Bośni i Hercegowiny oraz Serbii z ICTFY.
- ogłoszenie poparcia dla integralności terytorialnej i niepodległości i suwerenności Armenii, Azerbejdżanu, Gruzji i Mołdawii.
- potwierdzenie zasady „otwartych drzwi” do NATO dla „europejskich demokracji”

### Misje NATO
- przyznanie priorytetu misji ISAF w Afganistanie w działalności NATO. Ustalenie 4 zasad tej misji: mocne i długoterminowe zaangażowanie; wzmocnienie afgańskich władz i ich odpowiedzialności; wszechstronne podejście społeczności międzynarodowej, uwzględniające zarówno wysiłki cywilne, jak i militarne; rozwój współpracy i zaangażowania z państwami sąsiedzkimi Afganistanu, a zwłaszcza z Pakistanem.
- kontynuowanie misji KFOR w Kosowie pod mandatem ONZ
- poszerzenie zakresu Misji Szkoleniowej NATO w Iraku (NTM-I, NATO Training Mission-Iraq).
- kontynuowanie misji Active Endeavour na Morzu Śródziemnym
- zgoda na wsparcie misji Unii Afrykańskiej w Somalii oraz kontynuowanie dotychczasowej współpracy przy misji UA w Sudanie i przy tworzeniu Afrykańskich Sił Reagowania (African Standby Force).

### Zdolności i możliwości NATO
- poparcie dla budowy przez USA tarczy antyrakietowej w Europie, zapowiedź szukania sposobów włączenia tarczy w dotychczasowy system obrony przeciwrakietowej Sojuszu.
- kontynuowanie wysiłków na rzecz transformacji sił i zdolności Sojuszu, zwłaszcza zgodnie z Wszechstronnym Doradztwem Politycznym (Comprehensive Political Guidance)
- uruchomienie kanału internetowego NATO TV, zawierającego regularnie aktualizowane informacje i treści multimedialne.
- wzmocnienie systemów informatycznych NATO przeciw atakom cybernetycznym, zgodnie z przyjętą wcześniej Polityką o Cyberobronie (Policy on Cyber Defence)
- kontynuowanie konsultacji na temat bezpieczeństwa energetycznego; wspieranie ochrony strategicznej infrastruktury energetycznej, wspieranie międzynarodowej współpracy w dziedzinie bezpieczeństwa energetycznego.

### Ustalenia niezapisane w Deklaracji
- prezydent Francji Nicolas Sarkozy zapowiedział możliwość powrotu Francji do struktur wojskowych NATO (po wystąpieniu w 1966) na kolejnym szczycie NATO w 2009 oraz potwierdził wysłanie batalionu żołnierzy (ok. 800) do Afganistanu[3].
- powrót Malty, po odstąpieniu w 1996, do programu Partnerstwa dla Pokoju[4].

## Spotkanie Rady NATO-Rosja
4 kwietnia 2008 w Bukareszcie odbyło się spotkanie Rady NATO-Rosja. Rosję reprezentował prezydent Rosji Władimir Putin, który przybył do Bukaresztu w drugi dzień szczytu (3 kwietnia). W czasie dwustronnych rozmów Sojuszu i Rosji sprzeciwił się rozmieszczeniu amerykańskiej tarczy antyrakietowej w Polsce i w Czechach. Rosja sprzeciwiła się również objęciu Gruzji i Ukrainy planem MAP. Rosji i NATO nie udało się także osiągnąć porozumienia w sprawie uznania niepodległości Kosowa.
Rosja uzgodniła z NATO porozumienie o zgodzie na tranzyt przez jej terytorium pozawojskowego wyposażenia, produktów żywnościowych, paliwa i pojazdów transportowych, dla misji NATO w Afganistanie oraz o współpracy w szkoleniu służb antynarkotykowych w Afganistanie i krajach Azji Centralnej.